# Zasada jednolitości
Zasada jednolitości prawa wspólnotowego – zasada występująca w prawie wspólnotowym Unii Europejskiej, która mówi, że:
- prawo wspólnotowe jest w całości i jednakowo stosowane w każdym z państw członkowskich,
- jednolitość ma zapewnić taki sam sposób stosowania prawa wspólnotowego na terenie całej wspólnoty i jest "wymogiem jednolitego porządku prawnego",
- prawo wspólnotowe musi być jednolite wewnętrznie, to znaczy, że należy eliminować z systemu prawa wspólnotowego te normy niższego rzędu, które są w konflikcie z innymi normami wyższego rzędu.

Zasada ta powstała z uwagi na fakt, że poszczególne kraje członkowskie stawiają postanowienia ratyfikowanych umów międzynarodowych na różnych szczeblach w systemie prawa krajowego (niektóre na równi z ustawami, a inne ponad ustawami).